# Heliconius agnata
Heliconius agnata är en fjärilsart som beskrevs av Hans Ferdinand Emil Julius Stichel 1906. Heliconius agnata ingår i släktet Heliconius och familjen praktfjärilar. Inga underarter finns listade i Catalogue of Life.